# サンタ・マリーア・ア・モンテ
サンタ・マリーア・ア・モンテ（伊: Santa Maria a Monte）は、イタリア共和国トスカーナ州ピサ県にある、人口約13,000人の基礎自治体（コムーネ）。

## 地理

### 位置・広がり

#### 隣接コムーネ
隣接するコムーネは以下の通り。
- ビエンティナ
- カルチナーイア
- カステルフランコ・ディ・ソット
- モントーポリ・イン・ヴァル・ダルノ
- ポンテデーラ

### 気候分類・地震分類
サンタ・マリーア・ア・モンテにおけるイタリアの気候分類 (it) および度日は、zona D, 1916 GGである。
また、イタリアの地震リスク階級 (it) では、zona 3 (sismicità bassa) に分類される。

## 行政

### 分離集落
サンタ・マリーア・ア・モンテには、以下の分離集落（フラツィオーネ）がある。
- Cerretti, Cinque Case, Falorni, Le Fontine, Montecalvoli, Ponticelli, Pregiuntino, San Donato, Tavolaia

## 姉妹都市
- Fontvieille、フランス - 1991年